# بطولة ويمبلدون 1934
قائمة ببطولات ويمبلدون لسنة 1934:

## فردي رجال
فريد بيري هزم  جاك كراوفورد . النتيجة: 6-3 6-0 7-5

## فردي سيدات
دوروثي راوند ليتل هزمت  هيلين هول جاكوبز. النتيجة: 6-2, 5-7, 6-3